# LOVER (HYのアルバム)
『LOVER』（ラバー）は、HYの通算10枚目のスタジオ・アルバム。2014年12月3日にユニバーサルミュージックよりリリースされた。

## 概要
全作『GLOCAL』より10ヶ月ぶりとなるオリジナル・アルバム。「ラブソング」をテーマに描き下ろしたコンセプト・アルバム。ベスト・アルバム『HY LOVERS BEST』との同時発売。

### 仕様
「通常盤」「完全生産限定盤」の2形態で発売。完全生産限定盤は「LOVER」ロゴをあしらったペア手袋と、HYメンバーフォトセッション収録のフォトブック収録。

## チャート成績
2014年12月15日付のオリコン週間ランキングでは初動1万枚を売り上げ、週間12位にランクインした。

## 楽曲について
- あなたを想う風
本作のリード曲[5]。東映配給映画「想いのこし」主題歌。配信ゴールド認定。

## 収録曲
| #         | タイトル                   | 作詞      | 作曲              | 編曲      | 時間  |
| --------- | -------------------------- | --------- | ----------------- | --------- | ----- |
| 1.        | 「あなたを想う風」         | 新里英之  | 新里英之          | 笹路正徳  | 4:36  |
| 2.        | 「パタパタ」               | 新里英之  | 新里英之          |           | 4:21  |
| 3.        | 「Remember You」           | 仲宗根泉  | 仲宗根泉          |           | 5:50  |
| 4.        | 「木漏れ日かざるこの道を」 | 名嘉俊    | 名嘉俊・ 仲宗根泉 | 笹路正徳  | 5:38  |
| 5.        | 「NIJIKAN TRIP」           | 名嘉俊    | 名嘉俊            |           | 4:03  |
| 6.        | 「Last Night」             | 仲宗根泉  | 仲宗根泉          |           | 7:12  |
| 7.        | 「結」                     | 新里英之  | 新里英之          | 西脇辰弥  | 5:18  |
| 合計時間: | 合計時間:                  | 合計時間: | 合計時間:         | 合計時間: | 36:58 |

## テレビ出演
- フジテレビ系「どぅんつくぱ〜音楽の時間〜」（2014年11月28日）「あなたを想う風」を演奏[6]。
- TBS系音楽番組「COUNT DOWN TV」（2014年12月6日）「あなたを想う風」を演奏[7]。